# 超感8人组角色列表
本文介绍Netflix节目《超感8人组》的角色。

## 八名通感者
- 艾繆·艾敏（第1季）/ 托比·盎乌迈尔（英语：Toby Onwumere）（圣诞特别集至今）[1] 饰 坎普斯·“云顿”·盎雅格（Capheus "Van Damme" Onyango），[2][3]肯尼亚内罗毕的私人巴士（英语：matatu）司机。他努力工作挣钱给自己患有艾滋病的母亲买药治病，正义感极强，性格乐天开朗，喜欢尚格·云顿的电影作品，于是也把自己的中间名和自己的巴士的名字都取为“云顿”（Van Damn）。[4][5]
- 裴斗娜 饰 朴善（Sun Bak），韩国首尔的富商之女，在自己父亲和弟弟的公司担任财务总监。她有经济学硕士学位，同时还是一位迅速成长的地下自由搏击明星，身为私生女从小得不到父爱，个性阴郁。[4][6]
- 杰米·克莱顿 飾 娜咪·马克斯（Nomi Marks），与女友阿曼达住在美国旧金山的政治博客写手兼黑客主义者（英语：hacktivist）。她是一名跨性别者和女同性恋者。[4][7]他出生时名叫迈克尔，但她后来为了“找寻真我”改名为娜咪。[8][9]
- 缇娜·德赛（英语：Tina Desai） 饰 卡拉·丹德卡尔（Kala Dandekar），印度孟买一名接受过大学教育的藥劑師，同时也是一名虔诚的印度教徒，天真单纯，还和一个自己并不爱的男人订下了婚约。[4][10]
- 杜蓬斯·米德尔顿（英语：Tuppence Middleton） 饰 莱利·布鲁（Riley Blue），住在伦敦的冰岛唱片騎師，本姓贡纳斯多蒂尔（Gunnarsdóttir），努力地想要摆脱一段糟糕的过去。[4][11]
- 马克斯·瑞麦尔特 饰 沃夫冈·波格丹诺夫（Wolfgang Bogdanow），柏林锁匠和保险柜窃贼（英语：safe-cracker），有俄罗斯血统，与已过世的父亲有未竟的纠纷，并有参与有组织犯罪。[4][12]
- 米格尔·安吉尔·斯尔文斯特尔（英语：Miguel Ángel Silvestre） 饰 利托·罗德里格斯（Lito Rodriguez），来自西班牙巴斯克自治區的男演员，因事业所迫而深柜，与其男友赫尔兰多住在墨西哥城。[4][13]
- 布莱恩·J·史密斯 饰 威尔·戈尔斯基（Will Gorski），芝加哥警察，常被童年目睹的一起未结的谋杀案而扰乱心绪。[4][14]谈到沃卓斯基姐妹给这个角色起这个与她们自己的姓相似的姓氏时，扮演者史密斯说：“威尔·戈尔斯基这个角色依自己的欲望而行事，而非被编排着这样做。这是威尔这个角色非常核心的特质。”[8]

## 主要常駐角色
- 費馬·阿吉曼 饰 阿曼尼塔·“尼茨”·卡普兰（Amanita "Neets" Caplan），诺米的女友，随后成为了新生通感者们的盟友。[15]
- 特伦斯·曼（英语：Terrence Mann） 饰 “低语者”，一名背叛了自己族群的通感者，运营着一个专门迫害通感者的组织。[16]
- 阿努帕姆·卡爾 饰 桑亚姆·丹德卡尔（Sanyam Dandekar），卡拉深爱的父亲，有一家自己掌勺的餐馆。[17]
- 纳文·安德鲁斯 饰 乔纳斯·马利基（Jonas Maliki），来自于一个早期八人组的通感者，试图帮助和保护新生的通感者。[16][18]
- 戴露·漢娜 饰 安吉利卡·“安琪儿”·图灵（Angelica "Angel" Turing），乔纳斯所在的八人组的一名通感者，她成为了新生通感者们的“母亲”并激活了他们之间的心理联系。[19]

## 各地常駐角色

### 肯亞
- Paul Ogola as Jela,[20] Capheus' best friend and partner in the "Van Damn" bus service.
- Peter King Mwania as Silas Kabaka,[21] a crime lord who approaches Capheus to work for him.
- Lwanda Jawar as Githu, the leader of the Nairobi "Superpower" gang.[20]
- Chichi Seii as Shiro, Capheus' mother who is seriously ill with AIDS.[20]
- Rosa Katanu as Amondi Kabaka, Silas' daughter.
- Biko Nyongesa,[22] plays a member of the "Superpower" gang.
- Mumbi Maina as Zakia Asalanche, a local news journalist who becomes romantically involved with Capheus

### 南韓
- 李基燦[23] as 扑仲基, 珊的弟弟。
- 李璟榮[23] 飾演 Kang-Dae Bak,商人，珊跟仲基的父親。
- 孫錫久 飾演 孟警探, 警察, 想要證明珊的清白。
- Hye-Hwa Kim as Mi-Cha,[24] Sun's mother.
- Sara Sohn as Soo-Jin,[24] a Korean prisoner.[25]
- Myung Gye-Nam[23] as Sun's kickboxing trainer.

### 印度
- 亞努潘·卡爾 飾演 Sanyam Dandekar, Kala的爸爸.
- 帕魯布·科里[26] 飾演 Rajan Rasal, Kala的未婚夫。

### 德國
- Maximilian Mauff as Felix Bernner, a locksmith who is Wolfgang's best friend and partner-in-crime.
  - Chiron Elias Krase portrayed a young Felix.

### 墨西哥
- Alfonso Herrera as Hernando Fuentes, Lito's boyfriend.[27]
- Eréndira Ibarra as Daniela Velázquez, an actress who helps Lito to hide his sexual orientation. Joaquin's ex-girlfriend.[28]

### 美國芝加哥
- Ness Bautista[29] as Diego Morales, Will's police partner.
- Joe Pantoliano as Michael Gorski, Will's father, a retired cop.[29]